# Santa Maria Assunta (Bovino)
Koordinaten: 41° 15′ 4,9″ N, 15° 20′ 26,5″ O
Santa Maria Assunta im apulischen Bovino war die Kathedrale des Bistums Bovino, das 1986 dem Erzbistum Foggia-Bovino eingegliedert wurde, und ist seitdem Konkathedrale. Sie hat seit dem 6. Januar 1970 den Rang einer Basilica minor und ist vermutlich der älteste Kirchenbau auf apulischem Boden, in dem nach dem lateinischen Ritus zelebriert wurde. Bekannt und kunstgeschichtlich interessant ist sie wegen der in ihr enthaltenen Spolien und der verschiedenen mittelalterlichen Kapitell- und Basenformen. Die Kirche wurde bei einem Erdbeben 1930 erheblich beschädigt und von 1934 bis 1936 wiederaufgebaut.

## Lage und Namensgebung
Die Kirche liegt im historischen Zentrum Bovinos mit der nach Osten ausgerichteten Hauptfassade an der nach ihr benannten Piazza Duomo. Benannt wurde sie nach der Himmelfahrt Mariens (italienisch Assunzione di Maria).

## Baugeschichte
Wenngleich es nicht durch archäologische Grabungen nachgewiesen ist, geht die Literatur dennoch von einem ersten Bau an dieser Stelle im 7. Jahrhundert aus. Gesichert ist die Errichtung einer Kirche am Ende des 10. Jahrhunderts. Dieser Bau wurde möglicherweise bei der Zerstörung der Stadt 1045 durch den Grafen Drogo von Apulien in Mitleidenschaft gezogen. Vielleicht deshalb oder allgemeiner Baufälligkeit wegen wurde diese Kirche vollständig neu errichtet. 1231 wurde dieser Bau geweiht. Ein Jahrhundert später wurde die Kirche abermals grundlegend umgestaltet. Bei diesen Arbeiten in der Amtszeit Bischof Giacomos von 1310 bis 1328 erhielt die Kirche ihre heutige Gestalt. Um notwendige Reparaturmaßnahmen finanzieren zu können, überließ das Kathedralkapitel von Bovino Papst Leo XIII. im Jahre 1900 zwei Bibelhandschriften des 11. Jahrhunderts und erhielt dafür im Gegenzug einen größeren Geldbetrag. Bei einem Erdbeben 1930 stürzten große Teile ein, in den nachfolgenden Jahren bis 1936 wurde der Bau unter Verwendung der alten, noch gebrauchstauglichen Stücke so gut wie neu errichtet. Die Art der Wiedererrichtung gilt als „mustergültig“. Papst Paul VI. erhob die Kirche 1970 in den Rang einer Basilica minor.

## Fassade
Die breite Fassade am Domplatz gibt die Verhältnisse im Inneren wieder. Entsprechend der basilikalen Ausführung des Gebäudes führen drei Portale oberhalb einer breiten Treppe in das Innere. Die Fassade ist von den Aufmaßen her eine klassische Fassade apulischer Romanik, enthält aber auch Spuren der Gotik, so zu erkennen an den Spitzbögen über dem Haupt- und dem nördlichen Nebenportal. Die Fassade steht nicht, wie üblich, im rechten Winkel zum Gebäude, sondern sie wurde leicht schräg dazu errichtet, zum rechten Winkel fehlen sieben Grad. Eine Inschrift nennt einen Zanus Gallicus und die Jahreszahl 1231 für die Errichtung. Im Hauptportal sind auf der Innenseite jeweils Pilaster an beiden Seiten eingestellt, der Spitzbogen ist zweifach gestuft. Von der Fensterrosette hat sich nur die Einfassung und der Bogen darüber mit zwei verzierten Säulchen erhalten; sie mögen einen Eindruck von dessen früherer Pracht geben. In der Giebelspitze hat sich der Rest einer Stierfigur erhalten.

## Inneres

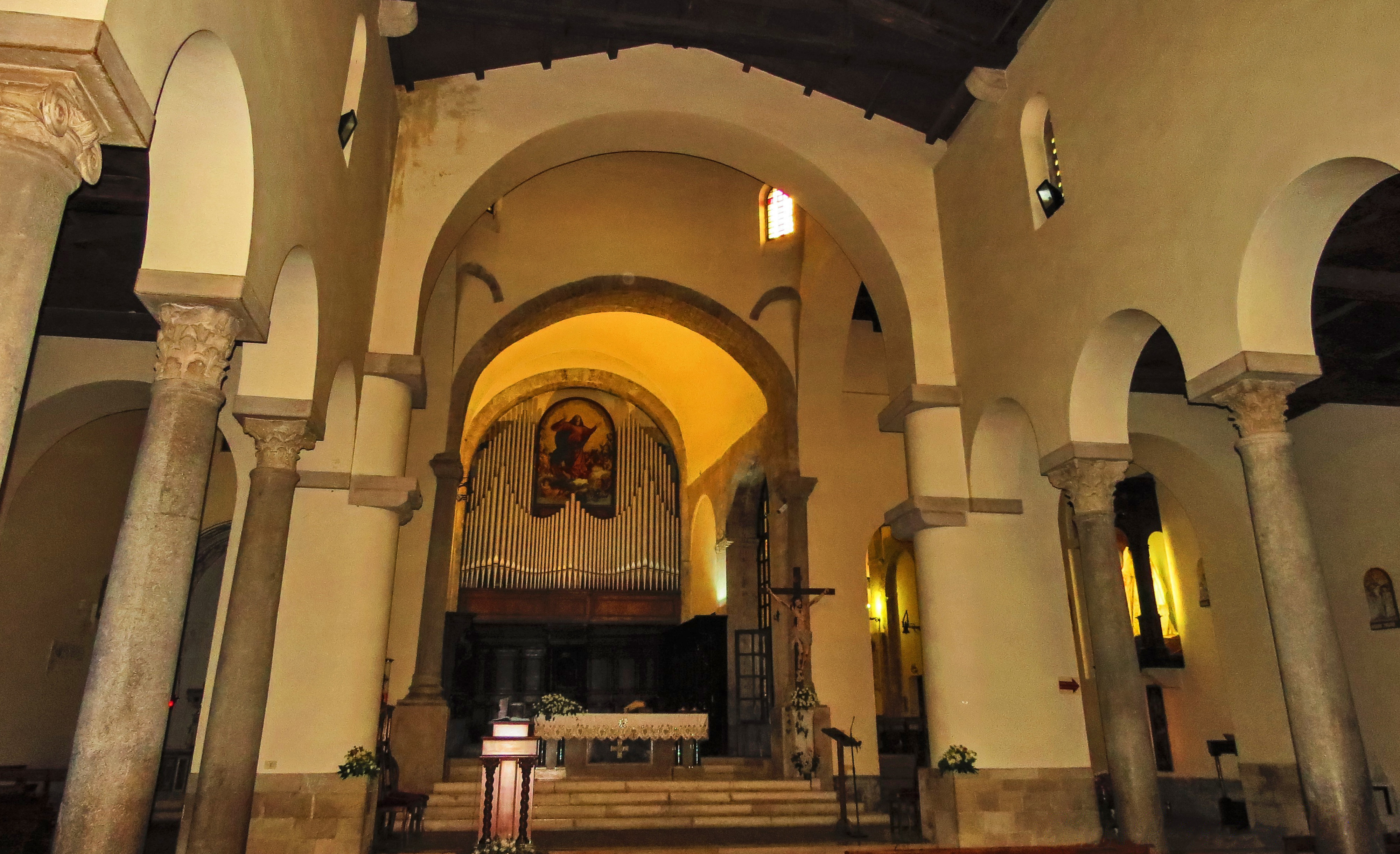
Innenraum

Die Kirche verfügt ihrer Bauart entsprechend über ein Mittel- und zwei Seitenschiffe, über der Vierung erhebt sich eine kleine, hölzerne Kuppel über den eingefügten Trompen. Vorbild für die Errichtung dieses Typs an Sakralbauwerk können Basiliken im Latium und in Kampanien gewesen sein. Das Querhaus greift nicht über die durch die Schiffe vorgegebene Breite hinaus, auch das ist ein Hinweis auf die genannten Vorbilder. Die Arkaden der Hochwände des Mittelschiffs werden von jeweils vier Säulen getragen. Das Querhaus ist etwas erhöht, der Chor hinter dem Hochaltar mit seinen beiden Jochen stammt erst vom Beginn des 17. Jahrhunderts, ursprünglich dürfte sich hier eine mittelalterliche Apsis befunden haben.
Von Bedeutung sind die vermauerten Spolien, Kapitelle und Basen verschiedener Jahrhunderte. Die Unterlegung mit Basen wurde teilweise notwendig, weil die Säulenschäfte – alle acht sind antik – unterschiedliche Höhen haben. Die Kapitelle folgen teilweise ionischer und teilweise korinthischer Ordnung, sind zumeist aus dem 10. Jahrhundert, wurden aber später gelegentlich nachbearbeitet. Die korinthischen Kapitelle sind zumeist eher Imitationen der antiken Vorbilder und von unterschiedlicher Qualität, zu erkennen etwa am Unterschied des Kapitells der ersten Säule links – Blickrichtung vom Portal zum Chor – mit dem Kapitell der vierten Säule links. Die stilistische Zuordnung der mittelalterlichen Basen ist schwierig und nicht geklärt.
Die Kapitelle der Bögen des Presbyteriums entstanden noch vor dem 10. Jahrhundert. Denkbar ist, dass sie zum Vorgängerbau des 7./8. Jahrhunderts gehören, möglicherweise als Portalbestandteile. Das linke Kapitell zeigt eine menschliche Figur zwischen wilden Tieren, auf der umliegenden Seite weitere frühchristliche Symbolik, so etwa ein Schaf, zwei Hirsche und ein Kreuz. Das rechte Kapitell stellt das Motiv Daniel in der Löwengrube dar. Die Inschrift ist teilweise zerstört, erkennbar ist „DANIEL [IN SPEL] UNCA" und "CUM LEONEM“. Eine Tierdarstellung mit Rebstöcken, Trauben und Weinlaub befindet sich auf der zweiten Seite des Kapitells. Auf der dritten Seite sind zwei Tauben mit Zweigen in den Schnäbeln jeweils links und rechts eines Kreuzes abgebildet, daneben noch ein Palmzweig.
In den Wänden des Langhauses vermauert befinden sich drei aus Stuck gefertigte Transennen. Sie sind sehr seltene Exemplare dieser Art und waren ursprünglich die Fenster der Kirche. Sie stammen wohl aus dem 11. Jahrhundert und stehen in erkennbarer Verwandtschaft zu langobardischer Kunst.

## Chiesa di San Marco
In den Kathedralkomplex inkorporiert ist die Chiesa di San Marco, auch Cappella San Marco oder Chiesetta di San Marco genannt; ursprünglich stand sie frei neben der Kathedrale. Es handelt sich um einen Bau aus dem späten 12. Jahrhundert, fertiggestellt und geweiht am 18. Mai 1197 durch Bischof Robert von Bovino und sechs Kollegen. Der Bau ist einem der beiden Stadtheiligen von Bovino, dem hl. Marco d’Eca geweiht, dessen Gebeine der Überlieferung nach 1090 von Bischof Robert I. gefunden wurden.
In die Kirche führen zwei Zugänge, einer vom Inneren der Kathedrale, an der Westwand des nördlichen Querhausarmes, sowie ein Portal von außen in der Verlängerung der Außenwand des nördlichen Seitenschiffes. Im Tympanon des äußeren Portales befindet sich ein Relief des Heiligen zwischen zwei Diakonen.
Die Kirche selbst ist ein schlichter Saalbau mit einem Tonnengewölbe, die Seiten sind mit Blendarkaden versehen. Der kleine quadratische Chor trägt eine Kuppel.